# 薩頓斯灣 (密歇根州)
薩頓斯灣（英語：Suttons Bay）是位於美國密歇根州利勒諾縣薩頓斯灣鎮區的一個村。

## 人口
根據2020年美國人口普查的數據，薩頓斯灣的面積為3.33平方千米，當中陸地面積為3.33平方千米，而水域面積為0.00平方千米。當地共有人口613人，而人口密度為每平方千米184人。